# Creatures of the Night
Creatures of the Night är ett musikalbum av hårdrocksgruppen Kiss, utgivet den 13 oktober 1982. Det är gruppens tionde studioalbum. Ace Frehley är avbildad på omslaget, men han medverkar inte på albumet. Han medverkar endast i musikvideon till låten "I Love It Loud". Istället medverkade flera andra gitarrister, bland andra Bob Kulick (Bruce Kulicks storebror), Robben Ford och Vincent Cusano aka Vinnie Vincent (som senare blev medlem i bandet.) Bryan Adams är medförfattare till låtarna "Rock and Roll Hell" och "War Machine".
Stilmässigt skiljer sig Creatures of the Night rejält från föregående års Music from "The Elder". Här finns hårda "I Love It Loud" och balladen "I Still Love You".

## Kuriosa
- "Rock and Roll Hell" var en cover från början. Låten återfinns på Bachman-Turner Overdrives album Rock n' Roll Nights från 1979.[1] Men Jim Vallance (originalkompositören) och Bryan Adams skrev om den så mycket att den inte sågs som en cover mer.

## Låtförteckning
| Nr | Titel                  | Kompositör                         | Sång    | Längd |
| -- | ---------------------- | ---------------------------------- | ------- | ----- |
| 1. | Creatures of the Night | Paul Stanley, Adam Mitchell        | Stanley | 4:02  |
| 2. | Saint and Sinner       | Gene Simmons, Mikel Japp           | Simmons | 4:50  |
| 3. | Keep Me Comin'         | Stanley, Mitchell                  | Stanley | 3:55  |
| 4. | Rock and Roll Hell     | Simmons, Bryan Adams, Jim Vallance | Simmons | 4:11  |
| 5. | Danger                 | Stanley, Mitchell                  | Stanley | 3:54  |
| 6. | I Love It Loud         | Simmons, Vinnie Vincent            | Simmons | 4:15  |
| 7. | I Still Love You       | Stanley, Vincent                   | Stanley | 6:06  |
| 8. | Killer                 | Simmons, Vincent                   | Simmons | 3:19  |
| 9. | War Machine            | Simmons, Adams, Vallance           | Simmons | 4:14  |

## Medverkande
- Gene Simmons – elbas, sång
- Paul Stanley – kompgitarr, sång
- Eric Carr – trummor, elbas
- Vinnie Vincent – sologitarr
- Bob Kulick – gitarr
- Robben Ford – gitarr
- Adam Mitchell – gitarr
- Steve Ferris – gitarr
- Jimmy Haslip – elbas
- Mike Porcaro – elbas